# Paulo Modesto da Silva Júnior
Paulo Modesto da Silva Júnior (Belo Horizonte, 1993. január 7. –), legtöbbször egyszerűen Paulinho, brazil labdarúgó, az Atlético Mineiro középpályása.